# حيدرلو (نازلو شمالي)
حيدرلو هي قرية في مقاطعة أرومية، إيران. عدد سكان هذه القرية هو 202 في سنة 2006.